# Angèle Rawiri
Angèle Ntyugwétondo Rawiri (* 29. April 1954 in Port-Gentil, Französisch-Äquatorialafrika; † 15. November 2010 in Paris, Frankreich) war eine gabunische Schriftstellerin.

## Leben
Angèle Rawiri wurde am 29. April 1954 in der Hafenstadt Port-Gentil in der damaligen französischen Kolonie Äquatorialafrika (heute u. a. Gabun) als Tochter des Politikers und Schriftstellers Georges Rawiri geboren. Ihre Mutter, die als Lehrerin tätig war, starb sechs Jahre später.
Rawiri zog nach Frankreich, um dort die Schule zu besuchen. Zunächst besuchte sie die Vanves-Mädchenschule in Alès und schloss diese mit einem ersten Abitur (Bac) ab. Ein zweites Abitur mit Schwerpunkt auf englischer Übersetzung legte sie am Institute Lentonnet ab. Anschließend lebte Rawiri für zwei Jahre in London, wo sie kleine Schauspielauftritte hatte und zeitweise als Model arbeitete.
1979 kehrte Rawiri zurück in ihre Heimat und arbeitete als Übersetzerin und Dolmetscherin bei der gabunischen Société nationale de pétrole. Zudem begann sie schriftstellerisch tätig zu werden. In der Zeit schrieb Rawiri auch ihren ersten Roman mit dem Titel G'amarakano, der 1983 veröffentlicht wurde. Sie gilt damit als die erste weibliche Schriftstellerin Gabuns.
Dem folgte 1986 das zweite Werke, Elonga. Beide Romane veröffentlichte Rawiri unter ihrem zweiten Vornamen, Ntyugwétondo Rawiri, um ihre Verbundenheit zu ihrer gabunischen Heimat darzustellen. Anschließend verließ sie Gabun endgültig und zog nach Paris, wo sie 1989 Fureur et cris et femmes veröffentlichte.
Rawiri starb am 15. November 2010 in Paris.

## Werke
- 1983: Elonga
- 1986: Gʾamèrakano: au carrefour
- 1989: Fureurs et cris de femme